# Еден Парк
Еден Парк је највећи стадион на Новом Зеланду. Ово је вишенаменски стадион, најчешће се користи за рагби 15, а повремено и за рагби 13, крикет и фудбал. Почетком 20. века је коришћен углавном за крикет, а после и за рагби. Четири утакмице светског првенства у крикету 2015, су одигране на овом стадиону. Блузси, екипа која се такмичи у супер рагбију игра мечеве као домаћин на овом стадиону. На овом стадиону су одиграна два финала Светских првенстава у рагби јуниону (1987 и 2011), а у оба финала Нови Зеланд је савладао Француску. Финале Светског првенства у рагбију лиги 1988, одиграно је на овом стадиону, када је Аустралија била боља од Новог Зеланда.